# Barranco Hondo
Barranco Hondo es una entidad de población perteneciente al municipio de Candelaria, en la isla de Tenerife —Canarias, España—.

## Toponimia
El barrio recibe su nombre del accidente geográfico que lo cruza, barranco que tiene su nacimiento a 1478 m s. n. m. en la Cordillera Dorsal de la isla y que desemboca en el mar tras recorrer aproximadamente diez kilómetros.

## Características
Situado fuera del valle de Güímar a unos diez kilómetros del casco urbano de Candelaria, alcanzando una altitud media de 630 m s. n. m. Tiene una extensión de 8,05 km² que abarca, además de al núcleo urbano, una extensa zona natural que incluye una pequeña parte del Paisaje Protegido de Las Lagunetas y del Monte de Utilidad Pública Fayal, Valle y Chafa.
La topografía y la pendiente han condicionado el emplazamiento de las viviendas a lo largo del ramal que enlaza con la Carretera General del Sur en las proximidades del barranco que le da nombre.
El barrio cuenta con una iglesia dedicada a San José, el centro cultural Poeta Antonio Alberto Alonso, el colegio público Carmen Álvarez de la Rosa, un consultorio médico, un tanatorio y cementerio, un parque público, varias plazas y parques infantiles, instalaciones deportivas —dos polideportivos y un campo municipal de fútbol—, una gasolinera, una oficina de Correos, una entidad bancaria, farmacia, así como con comercios, bares y restaurantes. En la zona costera de la localidad se sitúan una piscina natural junto a la playa de Barranco Hondo y el club deportivo Círculo de la Amistad XII de Enero.
En Barranco Hondo se sitúan también los miradores de Los Guanches y de Picacho.

## Demografía
| Año        | 2000 | 2001 | 2002 | 2003 | 2004 | 2005 | 2006 | 2007 | 2008 | 2009 | 2010 | 2011 | 2012 | 2013  | 2014  | 2015  | 2016  | 2017  | 2018  | 2019  | 2020  | 2021  |
| ---------- | ---- | ---- | ---- | ---- | ---- | ---- | ---- | ---- | ---- | ---- | ---- | ---- | ---- | ----- | ----- | ----- | ----- | ----- | ----- | ----- | ----- | ----- |
| Habitantes | 1799 | 1781 | 1831 | 1910 | 2024 | 2153 | 2295 | 2438 | 2578 | 2743 | 2807 | 2922 | 2988 | 2.990 | 3.032 | 3.013 | 3.059 | 3.024 | 3.049 | 3.086 | 3.169 | 3.167 |

## Historia
El núcleo de Barranco Hondo surge ya desde el siglo xvi con el establecimiento de colonos campesinos. Sin embargo, su consolidación se produce a lo largo del siglo xviii.
El lugar contó con alcalde pedáneo o de barrio desde finales del siglo xix hasta mediados del siglo siguiente.

### Religión
La ermita de San José se construyó en 1860, siendo elevada al rango parroquia en 1943. En dicho lugar además se venera las imágenes de Nuestra Señora de los Dolores, la Virgen de la Encarnación, Santa Teresa de Jesús, San Francisco de Asís, San Antonio de Padua, San Sebastián, San Lázaro, el Niño Jesús, el Señor Difunto (Cristo Yacente), San Alberto Magno, la nueva imagen del Cristo Crucificado y Santo Domingo de Guzmán.
Sobre 1860 se construyó un Calvario constituido por tres cruces de madera. Tras ser destruido por un vecino, en 1885 fue reconstruido. Destruido de nuevo, sería reconstruido y transformado en una capilla del Calvario en otras dos ocasiones, en 1953 y 1986.
Desde 1969 se venera en dicho lugar la imagen del Santísimo Cristo de la Buena Muerte. Además se encuentran las tres cruces del Calvario y se venera las imágenes de la Virgen de la Piedad, el médico y siervo de Dios José Gregorio, Santa Rita, Santa Lucía, la Sagrada Familia y la Virgen de Candelaria.
En 1920 se construyó la capilla del Cristo de Limpias. Tras ser destruido se volvió a reconstruir en 1989. En dicho lugar se venera además las imágenes de San Juan Evangelista, la Virgen de Candelaria, el médico y siervo de Dios José Gregorio, San José y la Virgen de la Macarena.
En 1946 se construyó el cementerio de San José. Posee en dicho lugar el nombre del día de su bendición.
En 1991 se construyó la capilla de San Antonio de Padua. Además se venera en dicho lugar las imágenes de la Virgen La Milagrosa, la Virgen del Carmen y Santa Gema Galgani.

## Economía
La agricultura nunca alcanzó el suficiente desarrollo, por lo que la población ha tenido que buscar empleo en el exterior, fundamentalmente en Santa Cruz de Tenerife.

## Fiestas
En la zona de Barranco Hondo se celebran fiestas patronales en honor de San José en el mes de marzo, realizándose actos religiosos y populares, destacando la tradicional Romería de San José desde 1983.
En la segunda semana del mes de julio se celebran los actos en honor al Cristo de la Buena Muerte.
En el barrio también se celebran fiestas en honor de la Virgen de los Dolores la segunda semana de octubre.

## Comunicaciones
Se accede al barrio principalmente por la Carretera General del Sur TF-28 y por la Autopista del Sur TF-1.

### Transporte público
En autobús —guagua— queda conectado mediante las siguientes líneas de TITSA:

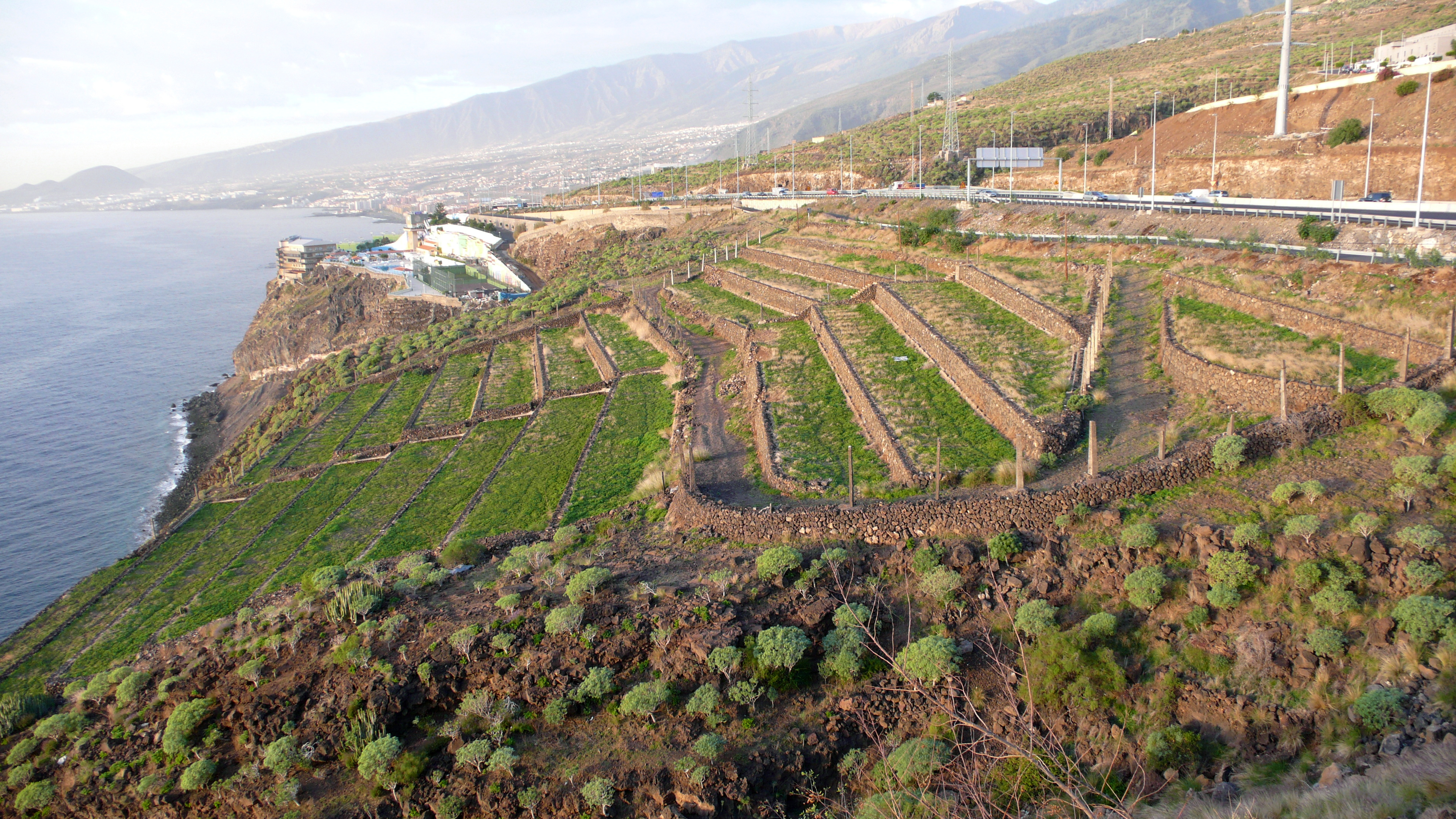
Finca abandonada e instalaciones del Círculo de la Amistad XII de Enero bajo la autopista TF-1.

| Línea | Trayecto                                                                     | Recorrido |
| ----- | ---------------------------------------------------------------------------- | --- |
| 111   | Sta. Cruz - Aeropuerto Sur - Los Cristianos - Costa Adeje                    | Horario/Línea Archivado el 18 de agosto de 2016 en Wayback Machine.                                             |
| 112   | Sta. Cruz - Arona (por Costa del Silencio)                                   | Horario/Línea (enlace roto disponible en Internet Archive; véase el historial, la primera versión y la última). |
| 115   | Sta. Cruz - Las Galletas - Costa del Silencio                                | Horario/Línea (enlace roto disponible en Internet Archive; véase el historial, la primera versión y la última). |
| 116   | Sta. Cruz - Granadilla (por El Médano)                                       | Horario/Línea (enlace roto disponible en Internet Archive; véase el historial, la primera versión y la última). |
| 120   | Sta. Cruz - Güímar (por Candelaria y el Puertito de Güímar)                  | Horario/Línea                                                                                                   |
| 121   | Sta. Cruz - Güímar (por Arafo)                                               | Horario/Línea                                                                                                   |
| 122   | Sta. Cruz - Las Caletillas - Candelaria y Polígono Industrial de Güímar      | Horario/Línea                                                                                                   |
| 123   | Sta. Cruz - Araya (por Las Caletillas y Candelaria)                          | Horario/Línea Archivado el 29 de julio de 2016 en Wayback Machine.                                              |
| 124   | Sta. Cruz - Güímar (por Candelaria y Polígono I. de Güímar)                  | Horario/Línea Archivado el 29 de julio de 2016 en Wayback Machine.                                              |
| 126   | Candelaria - Guajara (Universidad) - H. U. La Candelaria - Intercambiador SC | Horario/Línea                                                                                                   |
| 127   | Taco - Güímar (por Barranco Hondo y Candelaria)                              | Horario/Línea                                                                                                   |
| 131   | Sta. Cruz - Igueste de Candelaria (por Las Caletillas)                       | Horario/Línea Archivado el 29 de julio de 2016 en Wayback Machine.                                              |
| 142   | Sta. Cruz - Añaza - Acorán - Barranco Hondo                                  | Horario/Línea                                                                                                   |

### Caminos
Desde Barranco Hondo parte uno de los caminos homologados de la Red de Senderos de Tenerife:
- SL-TF 299 Lomo El Centeno

## Lugares de interés
- Club Deportivo Círculo de la Amistad XII de Enero
- Miradores de Los Guanches y de Picacho
- Piscina natural de Barranco Hondo

## Galería

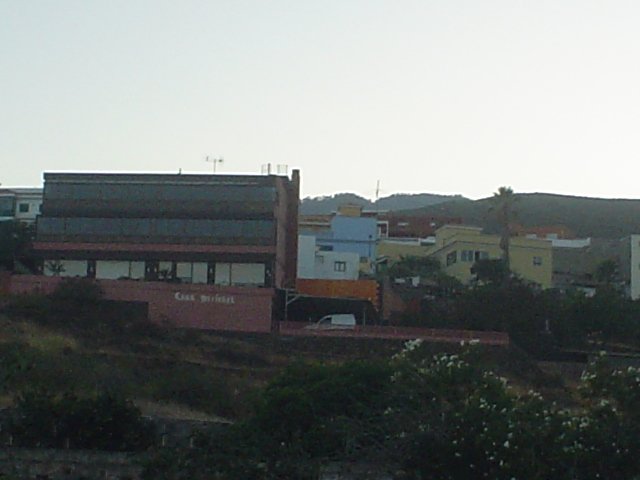
Subida de Barranco Hondo.